# ماری-کریستین بارو
ماری-کریستین بارو (فرانسوی: Marie-Christine Barrault‎؛ زادهٔ ۲۱ مارس ۱۹۴۴) یک هنرپیشه اهل فرانسه است. وی از سال ۱۹۶۷ میلادی تاکنون مشغول فعالیت بوده‌است.
از فیلم‌هایی که وی در آن نقش داشته‌است، می‌توان به ماری کوری'عشق ضروری، پسرخاله غذا، پیش پا افتاده و خاطرات استارداست اشاره کرد.
وی همچنین برنده جوایزی همچون لژیون دونور (افسر) شده‌است.